# Lenné-Dreieck

Luftbild mit dem Grenzverlauf vor dem 1. Juli 1988. Unter der Spitze links von der Mitte die M-Bahn-Endstation Kemperplatz und die Philharmonie

Als Lenné-Dreieck wird die Fläche zwischen Lennéstraße, Bellevuestraße und Ebertstraße am Potsdamer Platz im Berliner Ortsteil Tiergarten (Bezirk Mitte) bezeichnet. Dieser inoffizielle Name kommt von der Lennéstraße; diese wiederum ist benannt nach Peter Joseph Lenné, der im 19. Jahrhundert den Großen Tiergarten zum Landschaftspark umgestaltet hatte. Bekannt wurde das Areal durch den an dieser Stelle kuriosen Grenzverlauf zwischen Ost- und West-Berlin, da es zwar westlich der Mauer lag, aber zu Ost-Berlin gehörte, und seine Besetzung im Jahr 1988 durch politische Aktivisten. Hier befinden sich nach dem Mauerfall das Beisheim-Center, der Henriette-Herz-Park, sowie das Delbrück-Hochhaus und weitere Bürogebäude.

## Geschichte

### Vor dem Zweiten Weltkrieg

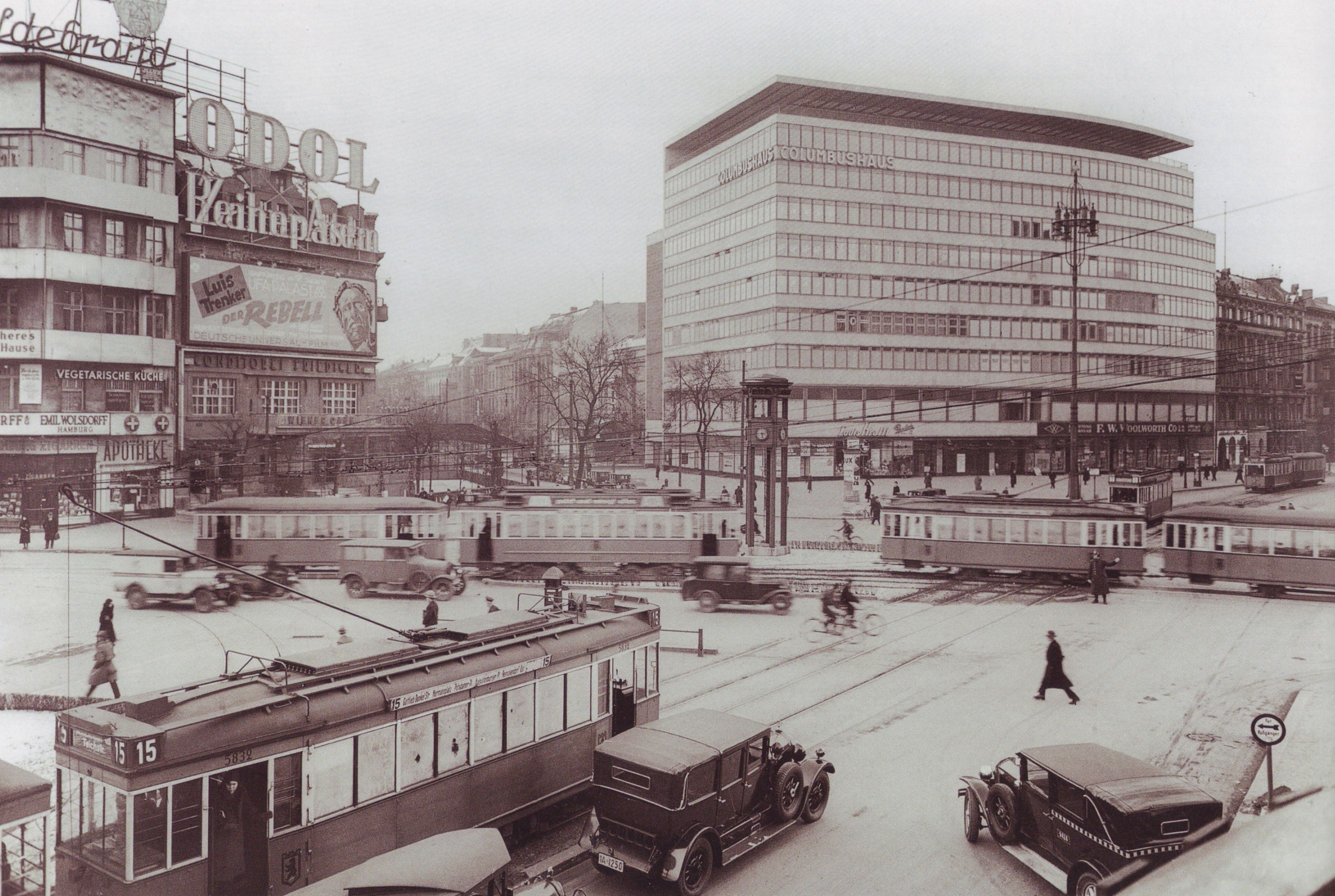
Columbushaus, 1932: links Bellevuestraße, rechts Ebertstraße

Entstanden ist die Fläche mit der Erweiterung der Berliner Stadtmauer um 1735. Nördlich vor dem Potsdamer Tor wurde ein Exerzierplatz angelegt, der durch die Akzisemauer (Ebertstraße), die Allee nach Charlottenburg (Bellevuestraße) und den Kanonenweg (Lennéstraße) begrenzt war. Ein vergleichbarer, aber erheblich größerer Exerzierplatz entstand vor dem Brandenburger Tor – der heutige Platz der Republik. Unter Friedrich II. wurde das Gelände am Potsdamer Tor allerdings als zu klein für die militärischen Übungen befunden. Der König schenkte es 1749 als Schulgarten der Ökonomisch-Mathematischen Realschule, geleitet durch Johann Julius Hecker.
Um 1825 war die Schulbotanik Vergnügungslokalen gewichen. Bald darauf entstanden auf dem Gelände Villen in Fortsetzung des „Geheimratsviertels“. In den Gründerjahren ab 1870 wurden sie durch repräsentative viergeschossige Hotels und Geschäftshäuser ersetzt. Ein architekturgeschichtlicher Höhepunkt war 1931 das Columbushaus von Erich Mendelsohn als Eckgebäude zwischen Bellevuestraße und Ebertstraße. Dieses Hochhaus sollte der Auftakt einer völligen Neugestaltung des verkehrsreichen Potsdamer Platzes werden. Im Rahmen einer Reform der Verwaltungsbezirke kam das Lenné-Dreieck am 1. April 1938 vom damaligen Bezirk Tiergarten zum Bezirk Mitte. Während der schweren alliierten Luftangriffe auf Berlin wurden viele Gebäude am Potsdamer Platz getroffen und schwer beschädigt oder zerstört.

### Nach dem Zweiten Weltkrieg

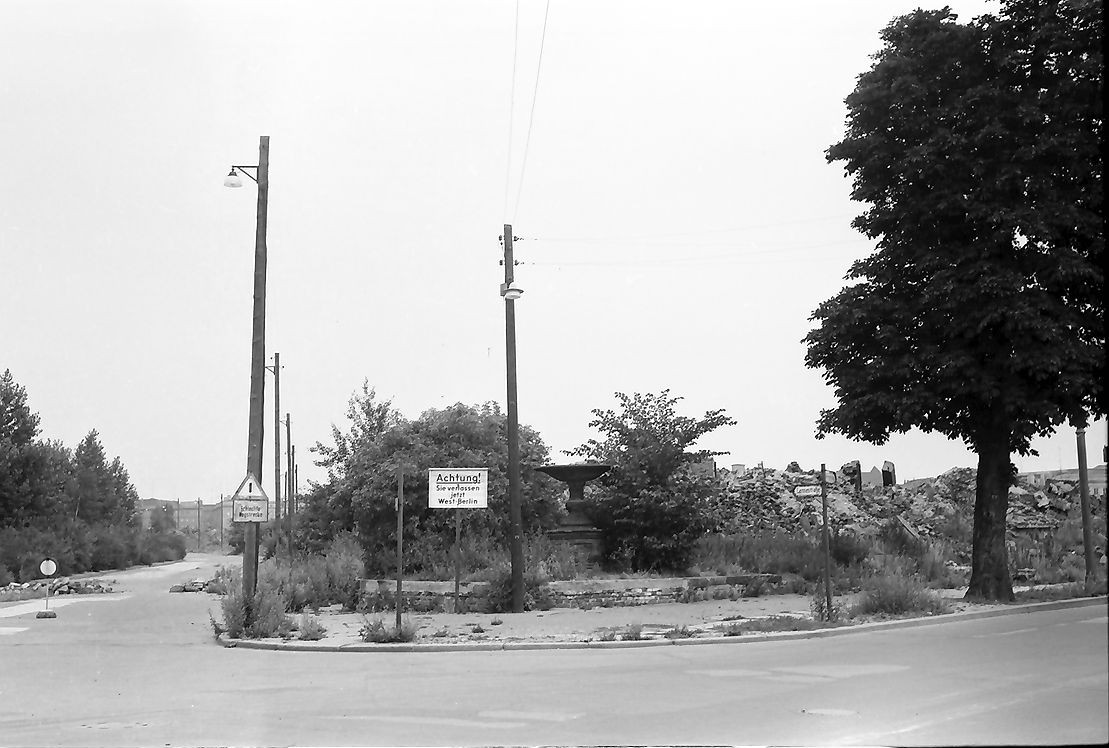
Der Kemperplatz mit Sektorengrenze. In der Bildmitte Reste des Brunnens vor dem Haus Bellevuestraße 10. Die Lennéstraße führt nach links, die Bellevuestraße nach rechts. Juli 1957.

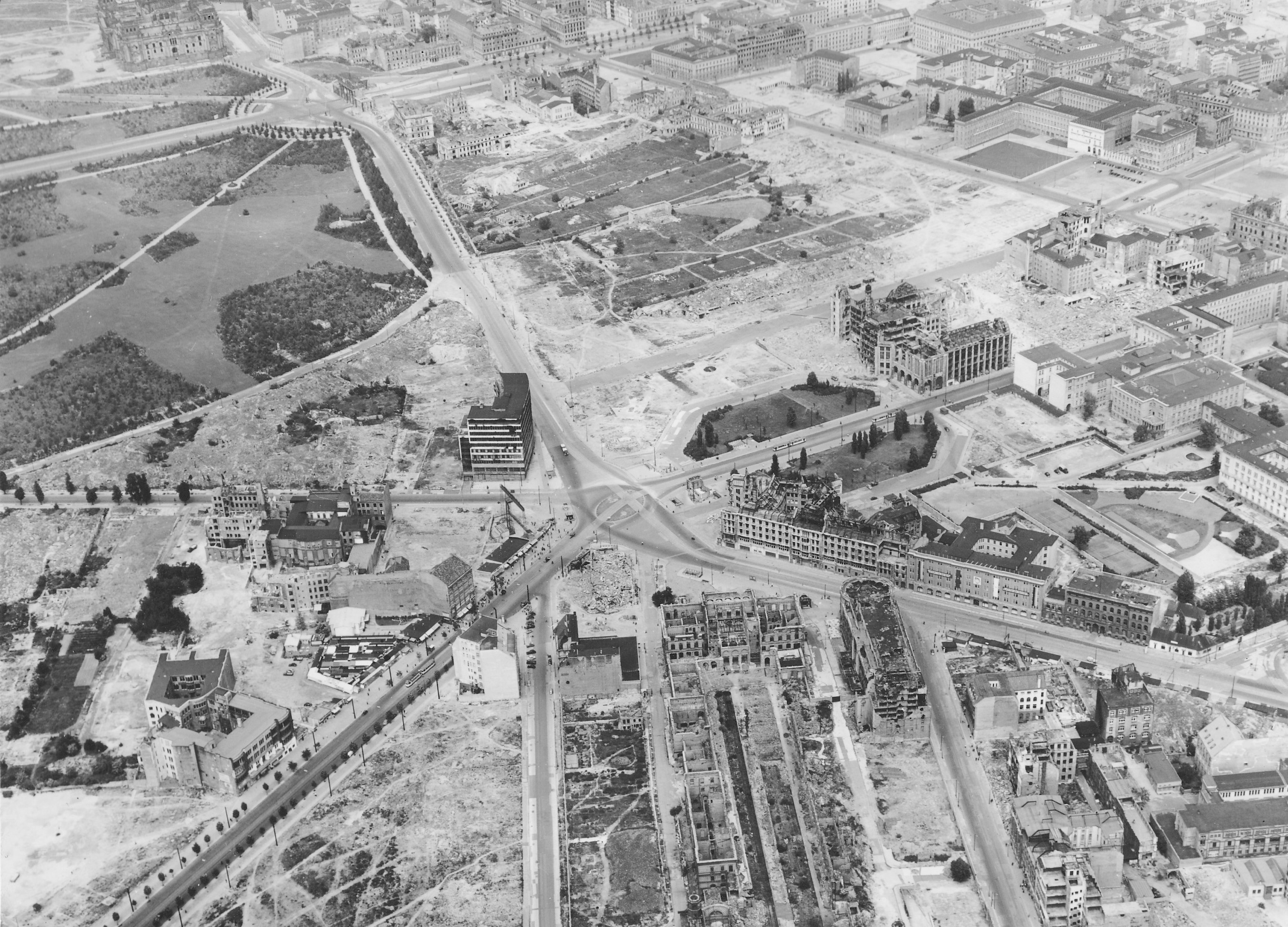
Luftbild vom Potsdamer Platz mit dem Lenné-Dreieck und dem Columbushaus, 1954

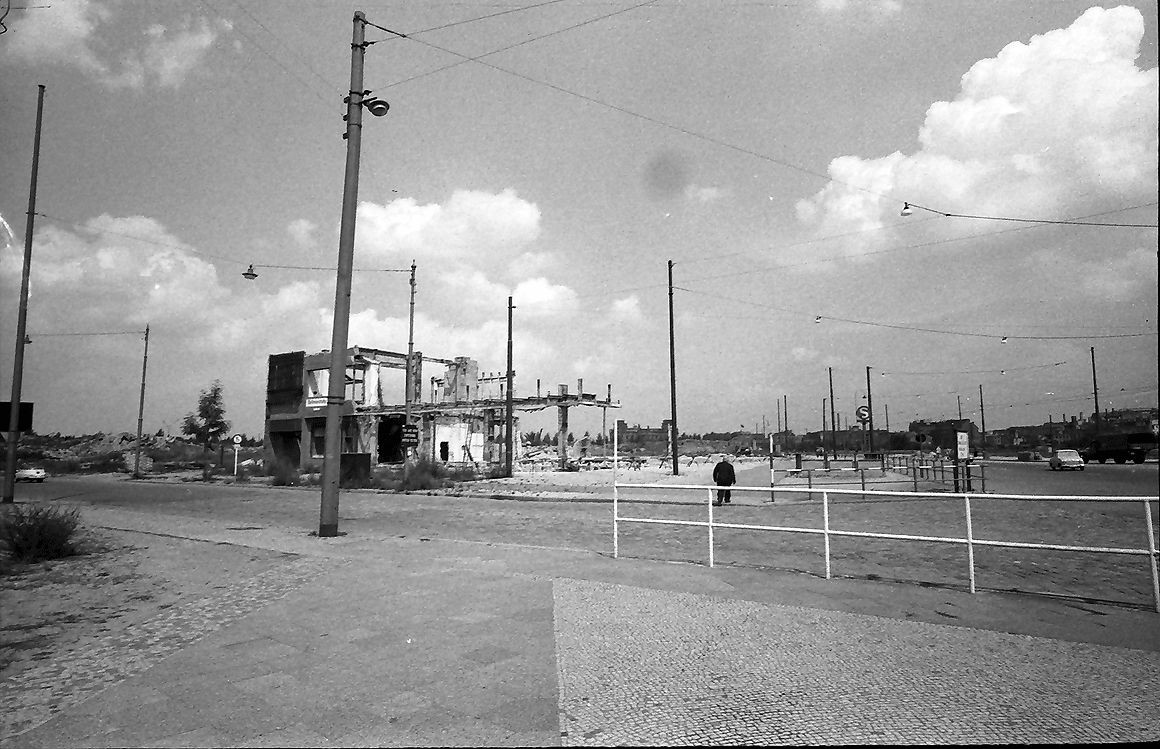
Die letzten Reste des Columbushauses (links) und die Ebertstraße (rechts), 1957

Als Folge der Gebietsreform von 1938 gehörte das Lenné-Dreieck nun zu Ost-Berlin. Das kriegsbeschädigte Columbushaus wurde teilweise instand gesetzt und als HO-Kaufhaus genutzt. Dort wurde auch eine Dienststelle der Volkspolizei eingerichtet, die beim Aufstand vom 17. Juni 1953 gestürmt und angezündet wurde. Als damit das letzte Gebäude des Lenné-Dreiecks unbenutzbar geworden war, wurde es abgerissen und 1956/1957 die gesamte Ruinenfläche des Lenné-Dreiecks eingeebnet.

### Nach dem Mauerbau
1961 wurde die Berliner Mauer im Verlauf der Ebertstraße errichtet. Am – vor der Mauer liegenden – Lenné-Dreieck wurde hingegen von der DDR der eigentliche Grenzverlauf nur durch einen einfachen Zaun dargestellt. Dieser Zaun wurde von West-Berlinern an mehreren Stellen niedergetreten. So entstanden Trampelpfade als Abkürzung über das zu Ost-Berlin gehörende Territorium.
Am 31. März 1988 wurde eine Vereinbarung zwischen West-Berlin und der DDR über einen Gebietstausch geschlossen, durch den 96,7 Hektar (zu denen das Lenné-Dreieck gehörte) mit Wirkung zum 1. Juli 1988 an West-Berlin gingen. Die DDR erhielt im Gegenzug Grundstücke mit einer Gesamtgröße von 87,3 Hektar und eine Ausgleichszahlung von 76 Millionen Mark (kaufkraftbereinigt in heutiger Währung: rund 81,7 Millionen Euro). West-Berlin wollte auf dem Lenné-Dreieck eine Verbindungsstraße (laut den ursprünglichen Plänen ein Teilstück der Westtangente) errichten.

### Besetzung
Am 25. Mai 1988 – noch vor der Wirksamkeit der Übergabe – wurden auf der Großdemonstration zum ersten Jahrestag der Volkszählung Flugblätter mit dem Aufruf verteilt, das Lenné-Dreieck zu besetzen. Einige linksalternative West-Berliner trafen am späten Nachmittag, beziehungsweise frühen Abend auf dem mit Wildwuchs bewachsenen Gelände ein und beratschlagten darüber, wie nun weiter vorzugehen sei. Sie beschlossen, das Lenné-Dreieck in „Kubat-Dreieck“ umzubenennen und mit einem weiteren Flugblatt in der Stadt für weitere Unterstützer der Besetzung zu werben. Norbert Kubat war am Morgen des 2. Mai 1987 festgenommen worden. Ihm wurde Landfriedensbruch im Rahmen der Unruhen am Ersten Mai 1987 vorgeworfen. Am 26. Mai nahm sich Norbert Kubat in der Untersuchungshaft das Leben. Eine Haftverschonung war abgelehnt worden. Im Verlauf des ersten Abends erschienen Ost-Berliner Grenzpolizisten durch die in diesem Bereich in der Mauer eingelassene Tür und wiesen die Erstbesetzer an, sich an den Rand des Geländes zu begeben. Dort errichteten sie dann nach und nach ein Zelt- und Hüttendorf. Es sollte dem Schutz der dort weitgehend unberührten Natur dienen sowie den seit langem vom Berliner Senat geplanten Stadtautobahnabschnitt der Westtangente verhindern. Die Besetzung wurde durch die komplizierte politische Lage begünstigt: Die West-Berliner Polizei durfte das Ost-Berliner Territorium nicht betreten, sperrte es allerdings mit Metallgitterzäunen ab und versuchte, die verbliebenen schmalen Zugänge am Mauerstreifen schleusenartig zu überwachen, während die Behörden der DDR an dem Konflikt nicht interessiert waren.

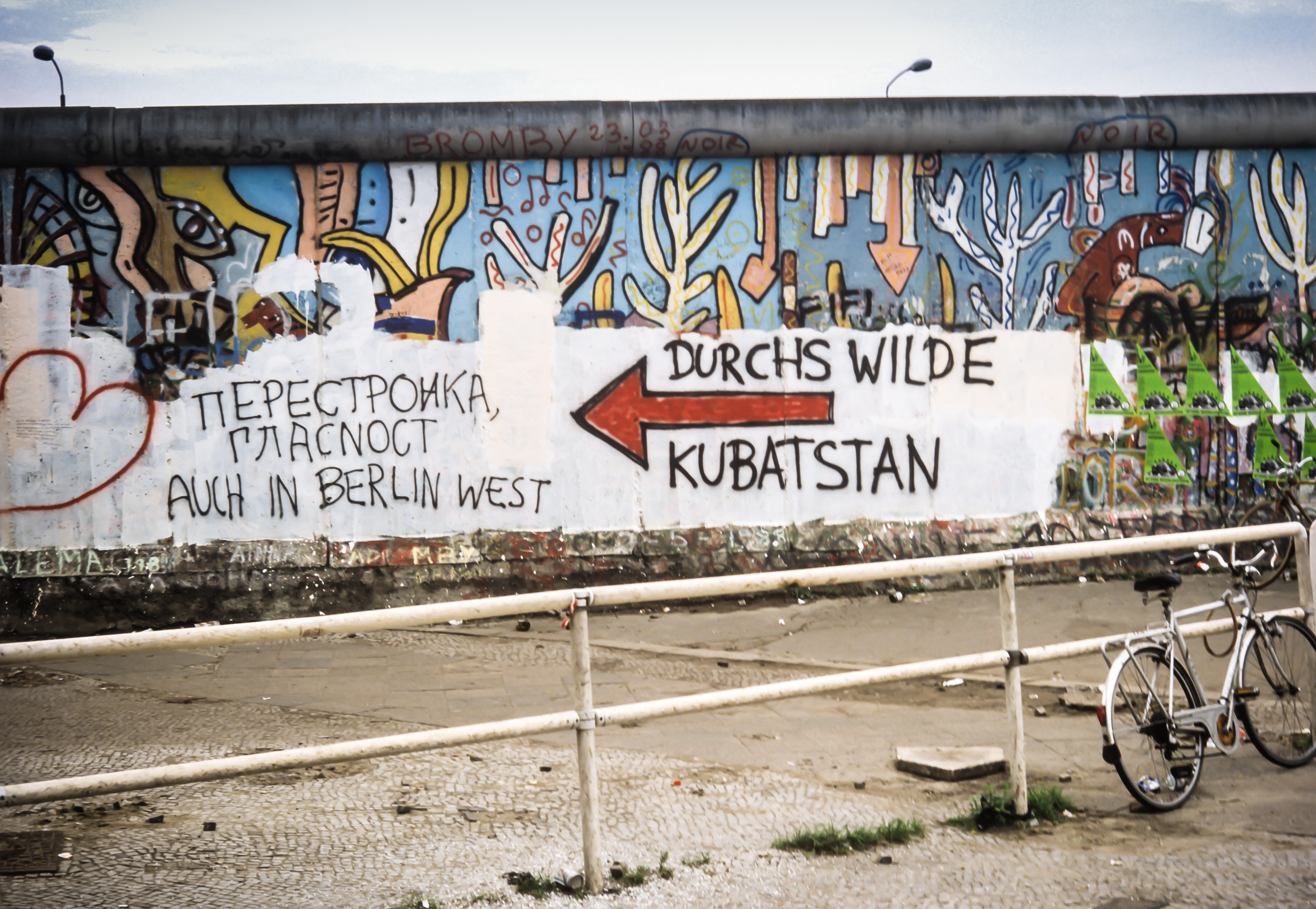
Mauer am Potsdamer Platz, Juni 1988
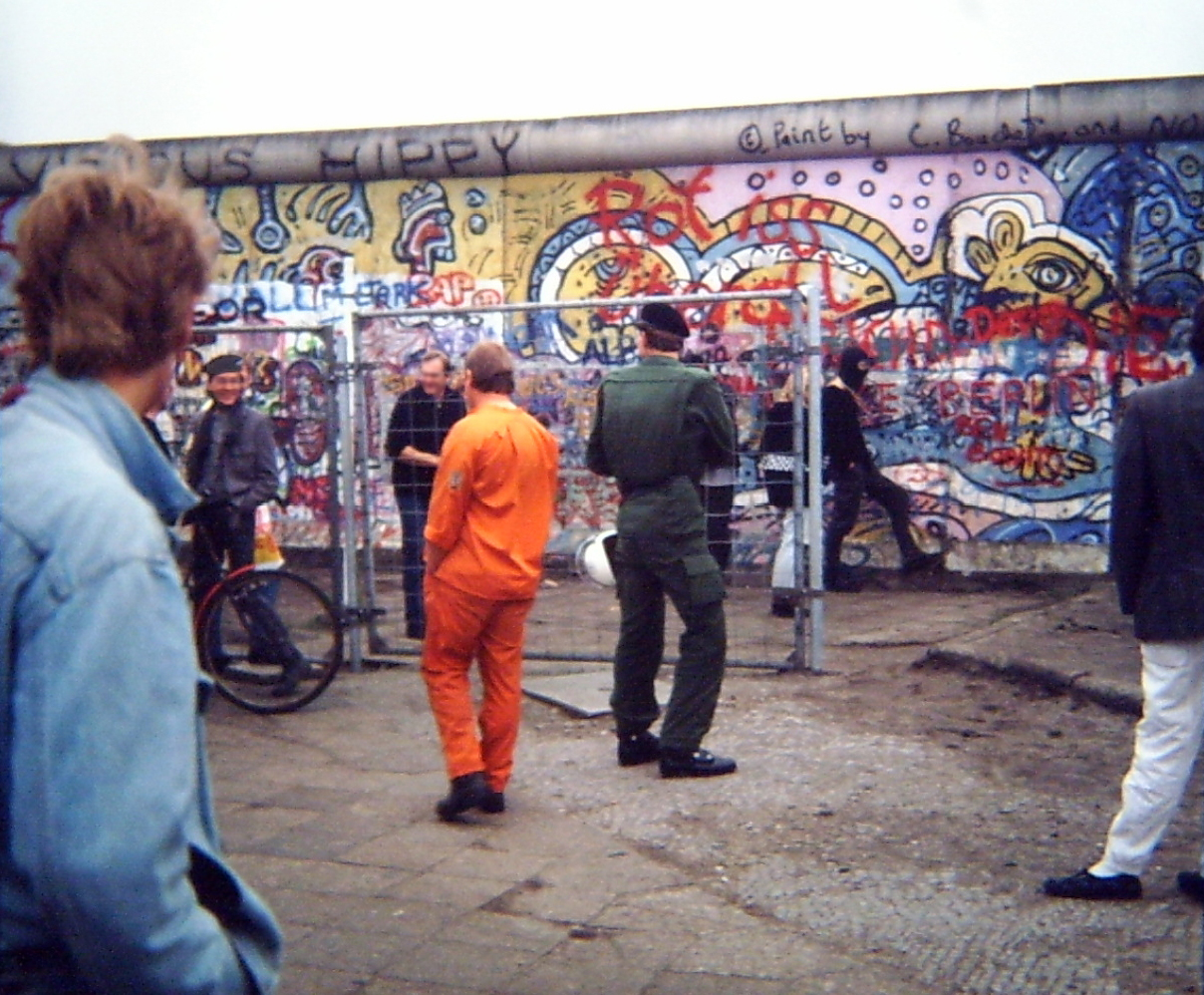
Von der Polizei überwachte Schleuse zum „Kubat-Dreieck“, Juni 1988
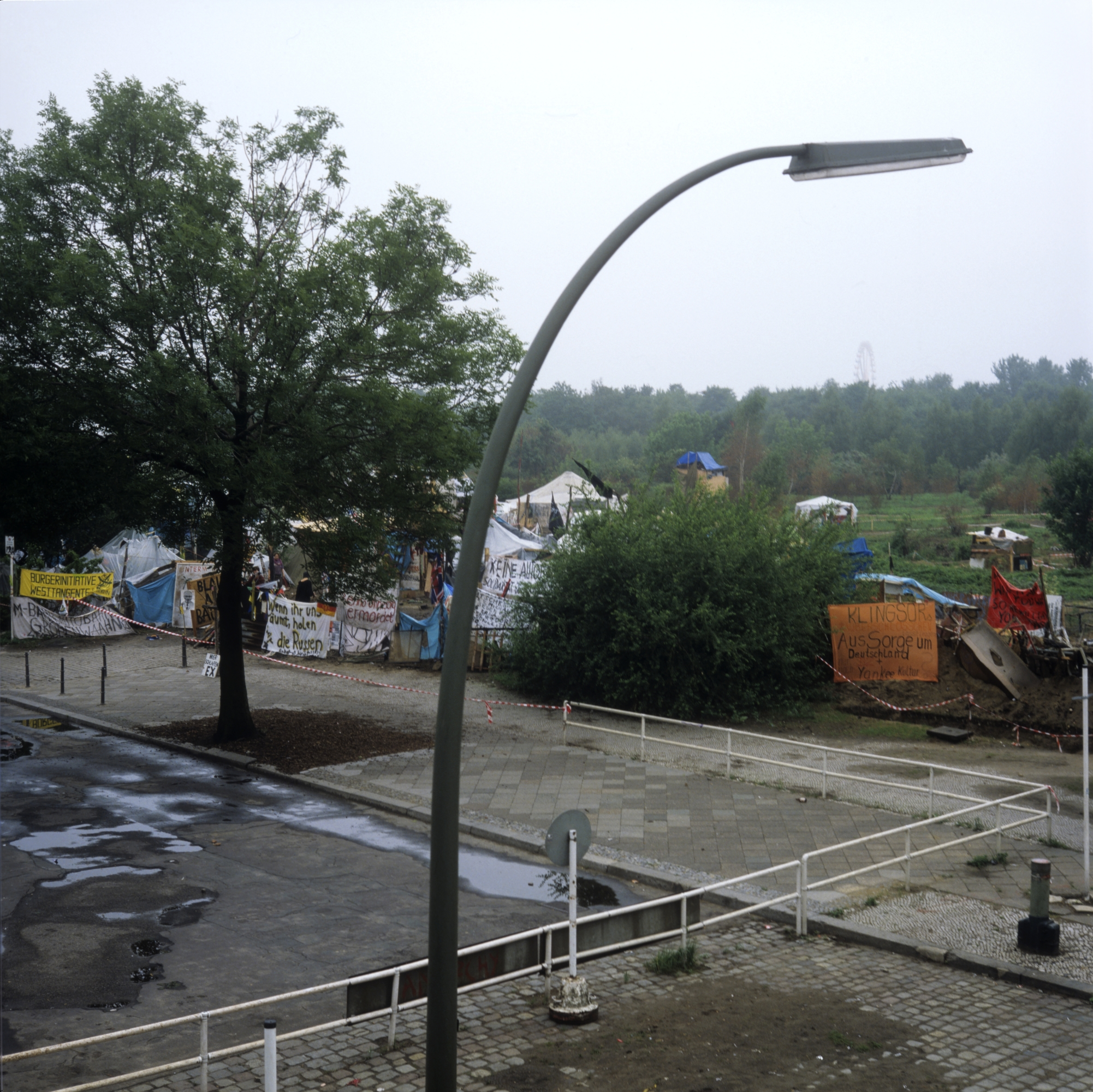
Besetztes „Kubat-Dreieck“, Juni 1988
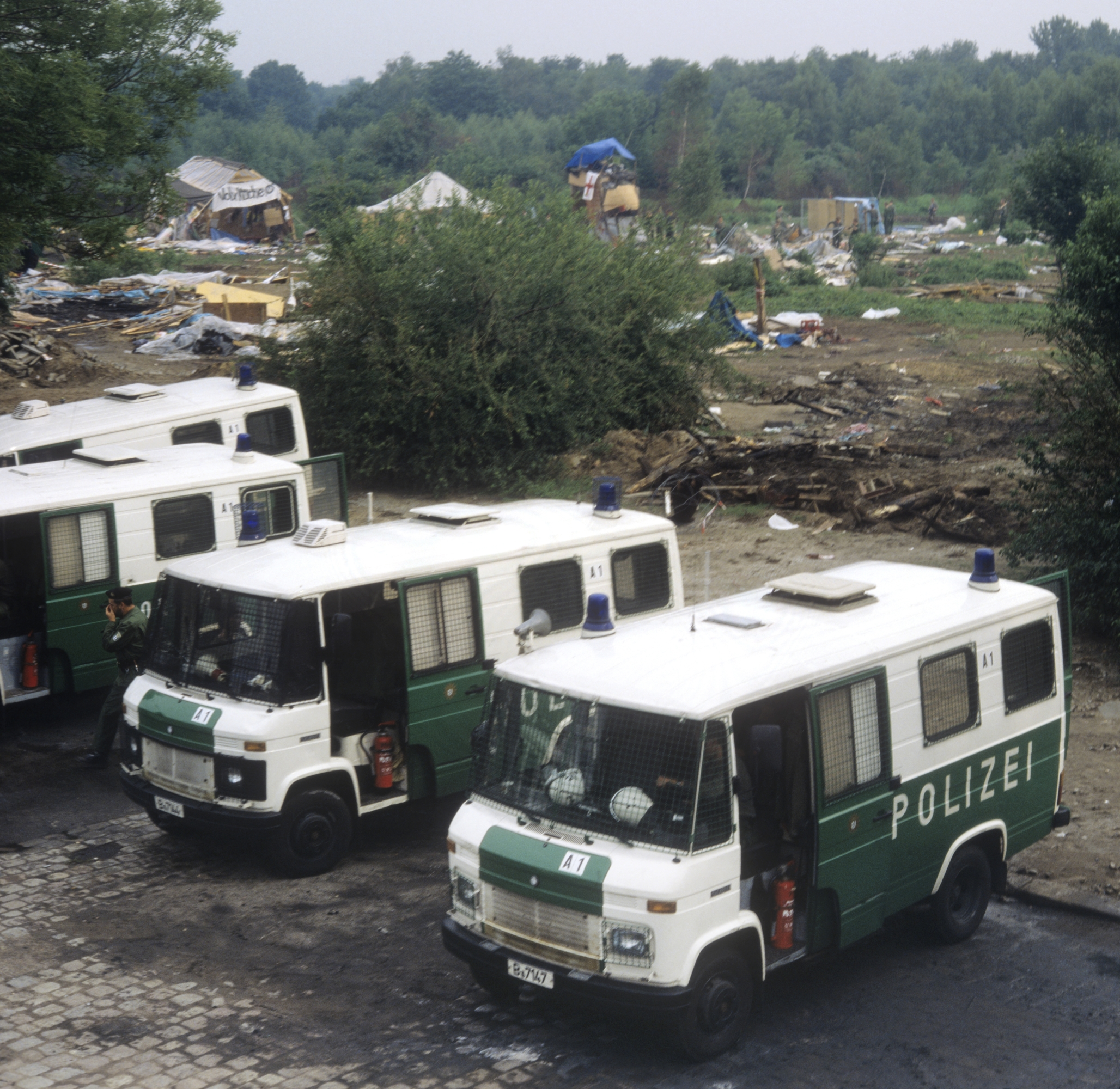
Von der Polizei geräumtes und zerstörtes „Kubat-Dreieck“, 1. Juli 1988
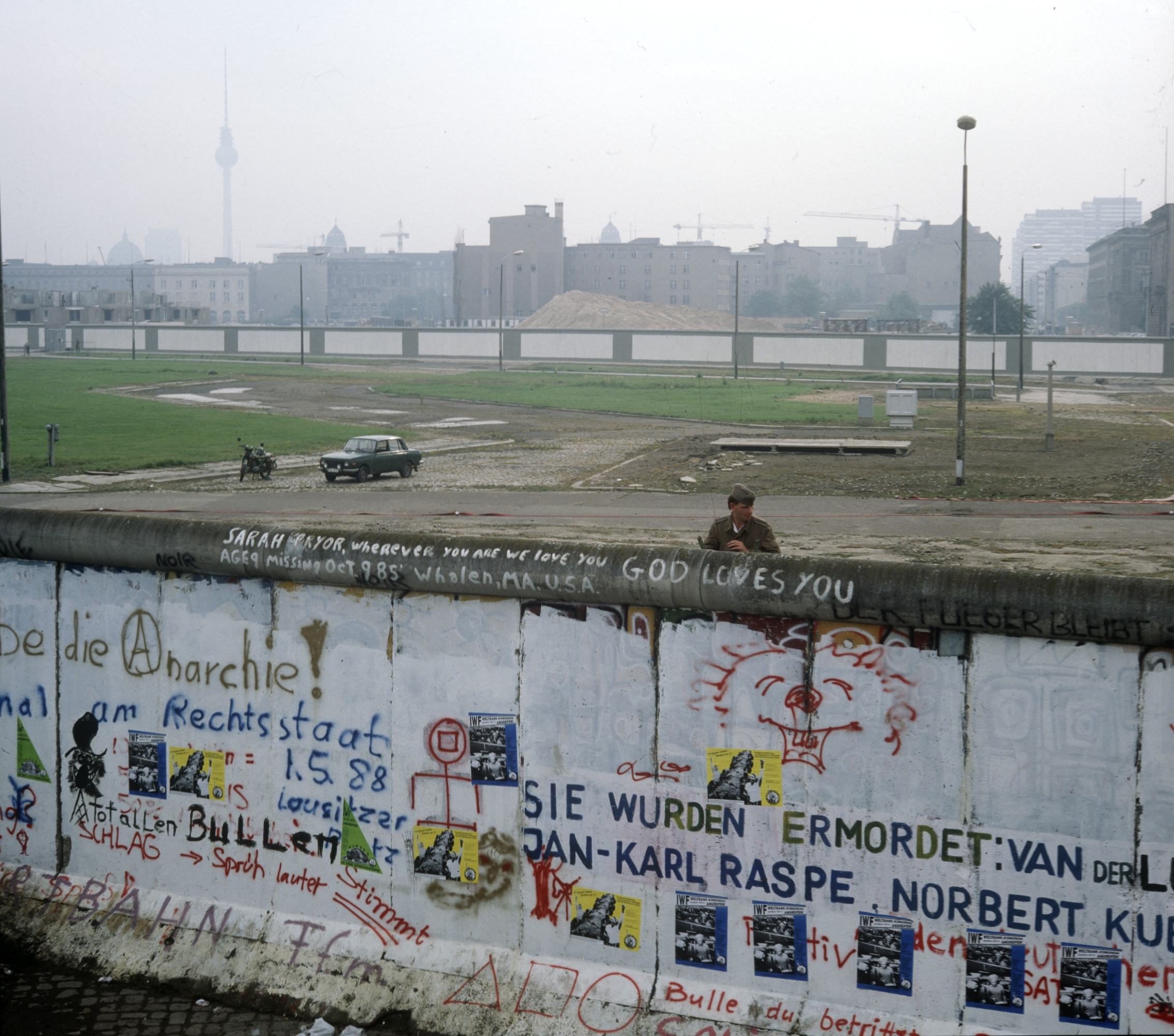
DDR-Grenzer verfolgt die Räumung des „Kubat-Dreiecks“, 1. Juli 1988

Mit Wirksamkeit der Übergabe am 1. Juli 1988 wurde das Lenné-Dreieck von mehreren Hundertschaften der West-Berliner Polizei geräumt. 182 Personen, Besetzer sowie abenteuerlustige Touristen kletterten als sogenannte „Mauerspringer“ über selbstgebastelte Leitern und Gittern aus der Umzäunung durch die Berliner Polizei über Barrikaden an der Mauer nach Ost-Berlin. Im Todesstreifen standen Lastwagen bereit, die die Personen aufnahmen und in eine Betriebskantine in Ost-Berlin brachten, wo sie ein Frühstück bekamen. Anschließend verließen sie in kleineren Gruppen die DDR über reguläre Grenzübergänge. Im Vorfeld dieser einzigen „Massenflucht von West nach Ost“ hatten einige Besetzer Kontakt zur DDR aufgenommen. Der Buchautor Martin Schaad beschreibt in seinem Buch diese in Stasi-Akten festgehaltenen Kontaktaufnahmen so:

„Es gab mehrere Versuche der Kontaktaufnahme mit DDR Behörden – einmal über die SEW (Sozialistische Einheitspartei Westberlin), dann durch direkte Ansprache eines Majors der Grenztruppen und schließlich ein Telefonanruf beim Ministerium für Staatssicherheit. Die Belege für diese Vorgänge finden sich im Archiv des Bundesbeauftragten für die Unterlagen des Ministeriums für Staatssicherheit; hier besonders im Maßnahmeplan der Hauptabteilung I/GKM vom 29.6.1988, in: MfS HA I 14319, S. 31, aber auch in den Akten MfS HA IX 17457, S. 24, MfS HA XXII 242/2, S. 28, und MfS HA XXII 1702, S. 168.“

### Nach der Wiedervereinigung

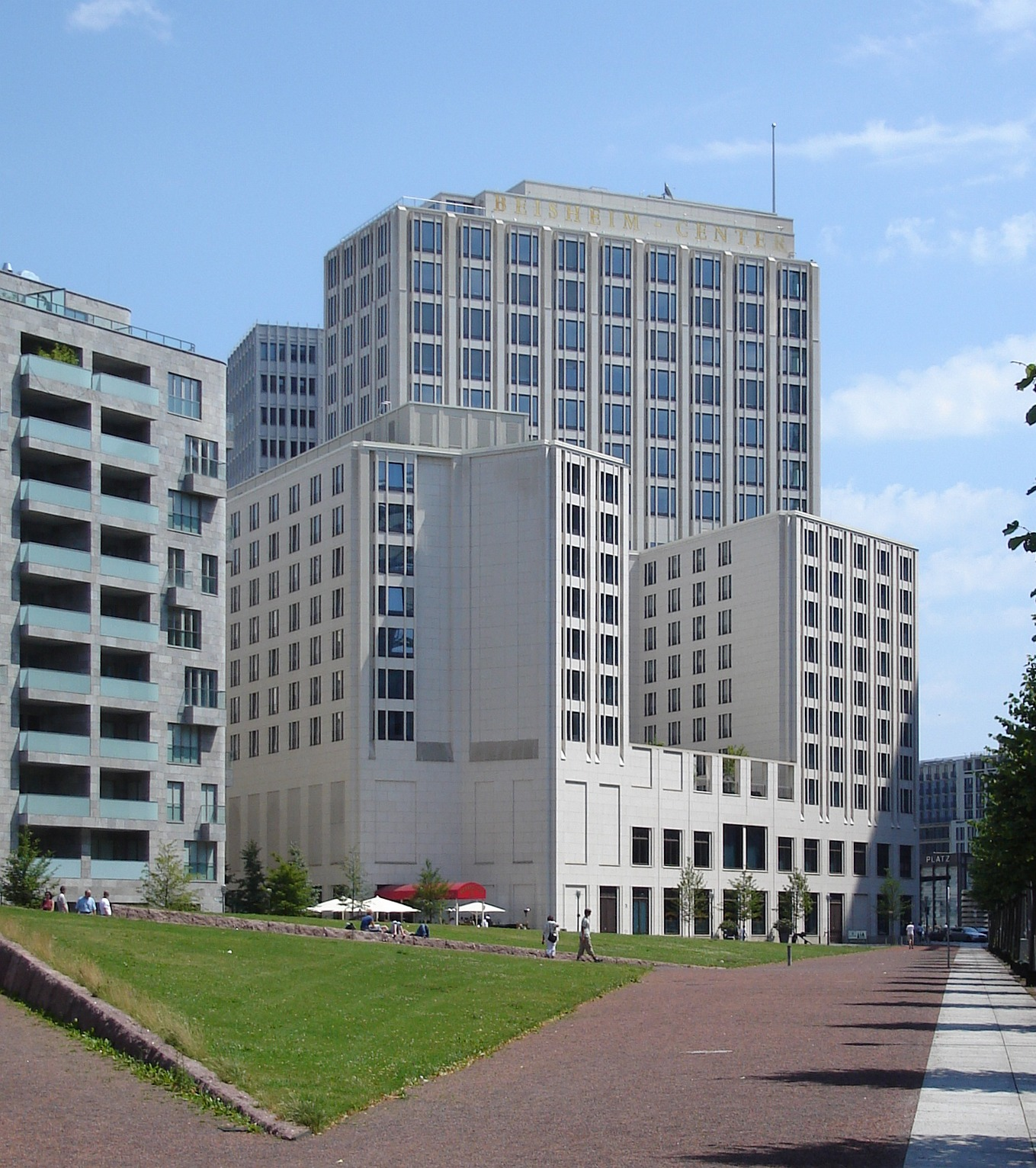
Beisheim-Center von der Bellevuestraße aus, links die Lennéstraße

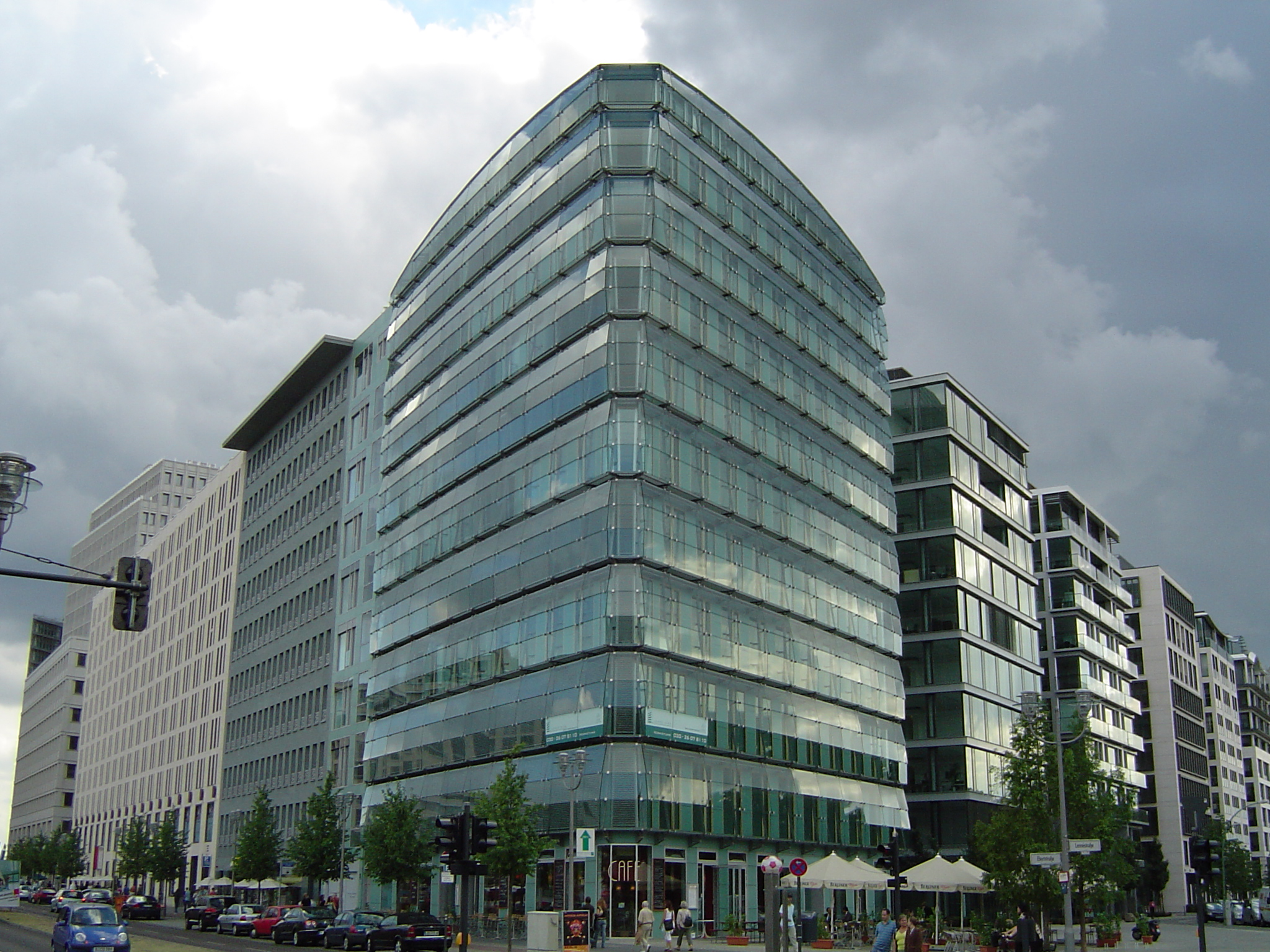
Glasarchitektur im Lenné-Dreieck, Ebert- Ecke Lennéstraße

Nach der politischen Wende wurde das Lenné-Dreieck vom Land Berlin übernommen und 1991 für eine D-Mark dem Warenhaus Hertie in der Absicht überlassen, dieses möge dort seine Zentrale errichten. 1994 wurde Hertie von Karstadt übernommen, wodurch Karstadt Eigentümer des Grundstücks am Lenné-Dreieck wurde. Der Karstadt-Konzern fühlte sich nicht an die Hertie-Zusage an den Senat gebunden und machte aus dem kostbaren Senatsgeschenk ein ertragreiches Geschäft: Dasselbe Stück Land wurde im Jahr 2000 für 145 Millionen Euro an den Metro-Eigentümer Otto Beisheim verkauft. Der Karstadt-Konzern wurde gerichtlich dazu verurteilt, dem ursprünglichen Grundstückseigentümer, der Familie Wertheim, eine Entschädigung zu zahlen.
Das Lenné-Dreieck befindet sich seit der abschließenden Neugestaltung des Potsdamer Platzes im Jahr 2004 in unmittelbarer Nachbarschaft zum Sony Center und dem Bahntower. Im östlichen Bereich wurde auf einem Großteil des Geländes das Beisheim-Center errichtet, in dem sich unter anderem das Ritz-Carlton- sowie ein Marriott-Hotel befinden, in der westlich gelegenen Dreiecksspitze wurde der Henriette-Herz-Park angelegt.